# John Kenneth Galbraith

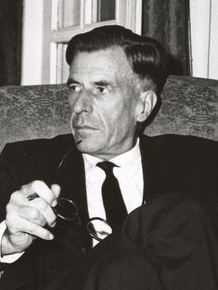
John Kenneth Galbraith, 1962

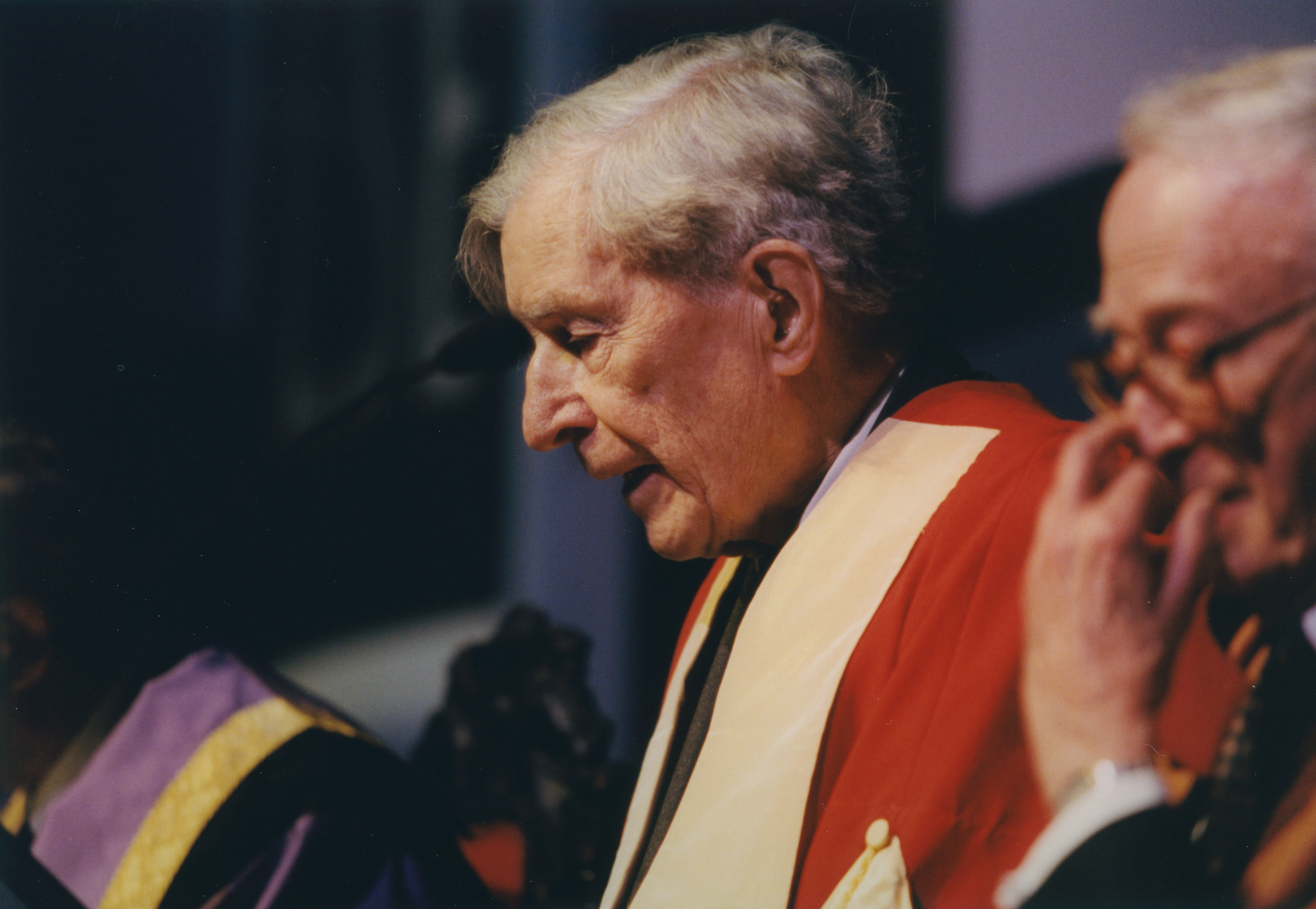
John Kenneth Galbraith, 1999

John Kenneth Galbraith (* 15. Oktober 1908 in Iona Station, Ontario, Kanada; † 29. April 2006 in Cambridge, Massachusetts, Vereinigte Staaten) war ein kanadisch-US-amerikanischer Ökonom, Sozialkritiker, Präsidentenberater, Romancier und Diplomat. Galbraith war einer der einflussreichsten Ökonomen des 20. Jahrhunderts, als Keynesianer und Linksliberaler setzte er sich zeitlebens für eine Stärkung der staatlichen Institutionen und für eine Förderung der Nachfrage ein.

## Leben und Werk

### Biografie
John Kenneth Galbraith wurde als Sohn schottischer Einwanderer im südlichen Kanada geboren. Sein Vater war Lehrer und ein Mitarbeiter der regionalen, öffentlichen Verwaltung (county). Galbraith studierte in Toronto (Ontario) Agrarökonomie bis zum Bachelor (B.Sc.) 1931, anschließend graduierte er 1933 an der University of California, Berkeley zum Master (MS). Er lebte im I-House (International House) in Berkeley und wurde 1934 von der dortigen University of California zum Ph.D. promoviert. Seine Kindheit auf einem Bauernhof in Ontario ließ ihn ein Thema zur landwirtschaftlichen Ökonomie für seine Doktorarbeit wählen. Als früher Keynesianer engagierte er sich auch für Präsident Roosevelts New-Deal-Wirtschaftsprogramm zur Wiederbelebung der amerikanischen Wirtschaft. Von 1934 bis 1939 war er ein Tutor für Ökonomie an der Harvard University, wo ihn eine kollegiale Zusammenarbeit mit Paul Sweezy verband. 1937 durfte er für ein Jahr an die britische University of Cambridge als research fellow für Sozialwissenschaften gehen. Ebenfalls 1937 erhielt er auch die US-amerikanische Staatsbürgerschaft. 1939 ging er zur Princeton University als Assistenzprofessor für Ökonomie, nachdem seine Ernennung zur Assistenzprofessur in Harvard aus politischen Gründen abgelehnt worden war. Die Mehrheit des Lehrkörpers lehnte damals noch sein Engagement für den New Deal ab, obwohl Roosevelt ein Harvard-Alumnus war.
Der Regierungsverwaltung unter Roosevelt stellte er sich 1940 für die Aufsichtsbehörde zur Kontrolle von Löhnen und Preisen im Office of Price Administration zur Verfügung. Zwar blieben die Preise daraufhin konstant, doch sorgte gerade das für einen zunehmenden Protest aus der Industrie. Schließlich wurde der Widerstand dagegen so groß, dass er sich 1943 zum Rücktritt gezwungen sah. Er war Mitglied des United States Strategic Bombing Survey (USSBS), wo er eine Abteilung zur wirtschaftlichen Berechnung der Bombenschäden in Deutschland leitete, und war nach Kriegsende beim Wiederaufbau in Deutschland beratend tätig. Im Jahr 1945 führte er gemeinsam mit George Wildman Ball die Verhöre des früheren Rüstungsministers Albert Speer; Galbraith erkannte frühzeitig, dass Speer durch bewusste Manipulation von Fakten eine Rechtfertigungsstrategie für seine Taten entwickelte.
1949 wurde Galbraith schließlich doch als Professor für Wirtschaftswissenschaften zur Harvard University berufen. 1955 publizierte er seine zu einem Klassiker der Nationalökonomie gewordene Analyse der Ursachen der Börsenkrise 1929 in seiner Schrift The Great Crash 1929. 1959 erfolgte die Berufung auf den Paul-M.-Warburg-Lehrstuhl, wo er mit Unterbrechungen bis zu seiner Emeritierung 1975 lehrte. Die Campuszeitschrift Harvard Lampoon verlieh dem beliebten Universitätslehrer 1976 den Funniest Professor of the Century Award.

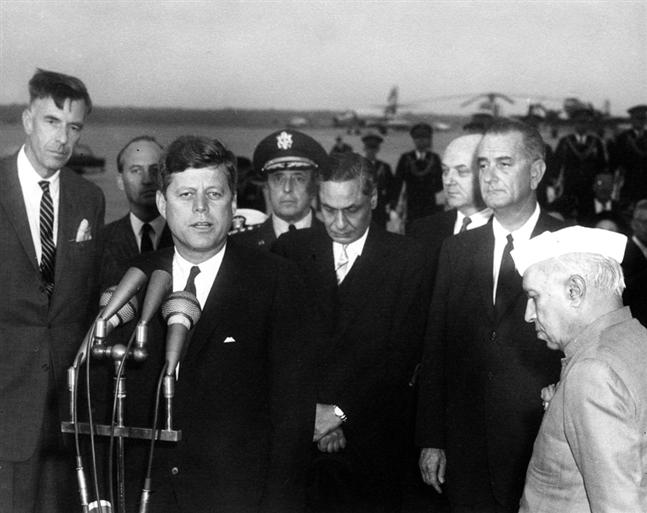
John Kenneth Galbraith (Erster von links) mit John F. Kennedy, Lyndon B. Johnson und Jawaharlal Nehru, 1961

Galbraith stand dem Präsidentschaftskandidaten Adlai Stevenson als Berater zur Verfügung. John F. Kennedy kannte Galbraith aus seiner Studienzeit in Harvard und ließ sich ebenfalls seit 1952 als US-Senator von ihm beraten. Als neuer US-Präsident ernannte Kennedy 1961 Galbraith zum Botschafter in Indien. Dort beriet er bis 1963 auch die führenden Politiker Indiens wie Jawaharlal Nehru und Indira Gandhi in wirtschaftspolitischen Angelegenheiten. Hier half er, eines der ersten indischen Institute für Informationstechnologie, das Indian Institute of Technology in Kanpur (IIT Kanpur), mit Hilfe des Kanpur-Indo-American-Programms zu etablieren, mit einem Konsortium von neun US-Universitäten.
Danach nahm Kennedys Nachfolger Lyndon B. Johnson seine Beratertätigkeit für sein sozialdemokratisches Programm der Great Society in Anspruch. Ihre Differenzen über den Vietnamkrieg ließen sich nicht lange überbrücken, so dass Galbraith 1965 seinen Abschied nahm. Auch die weiteren demokratischen US-Präsidenten Jimmy Carter und Bill Clinton legten Wert auf sein wirtschaftspolitisches Urteil, doch hatte er weniger Einfluss als zuvor. Im Herbst 1972 war Galbraith im Wahlkampf um die amerikanische Präsidentschaft Berater und Helfer von Nixons Gegenkandidat George McGovern. In dieser Zeit (September 1972) bereiste er in seiner Eigenschaft als Präsident der American Economic Association (AEA) auf Einladung der chinesischen Regierung zusammen mit den Ökonomen Wassily Leontief und James Tobin China und publizierte darüber 1973 das Buch A China Passage mit Beobachtungen des damals in China herrschenden Mao-Kommunismus aus amerikanisch links-liberaler Perspektive.
In seinen letzten Lebensjahren erfuhren seine Analysen wieder mehr Beachtung und gewannen angesichts der jahrelangen wirtschaftlichen Stagnation in den westlichen Industriestaaten und der weltweit dramatisch zunehmenden Staatsverschuldung erneut an Ansehen.
Galbraith war einer der wenigen Wirtschaftstheoretiker, die der interessierten Öffentlichkeit komplexe Themen in einfacher Sprache klar darstellen konnten. Seine Kollegen beneideten ihn um seinen Sprachwitz und um seine Leichtigkeit in der Darstellung schwieriger Sachverhalte. Seine Gegner sagten ihm Arroganz nach. Aufgrund seiner Eloquenz, seines Charmes und Witzes wurde Galbraith auch von seinen Gegnern wie etwa Arthur B. Laffer als Diskussionspartner geschätzt. Seit seiner Herausgeberschaft für das Wirtschaftsmagazin Fortune von 1943 bis 1948 wurde er ein begeisterter Autor und Schreiber von Artikeln, Buchkritiken und -vorworten. Er prägte dabei auch wirtschaftliche Begriffe, die Eingang in den Wortschatz der Allgemeinheit fanden wie zum Beispiel „the affluent society“ (Überflussgesellschaft), „conventional wisdom“ (gängige Meinung), „countervailing power“ (Gegenmacht) und „technostructure“ (Technostruktur, siehe: Konfiguration von Mintzberg). Galbraith war ein sehr produktiver Autor; er veröffentlichte vier Dutzend Bücher und mehr als 1100 Artikel in Zeitschriften (Parker 2005, 4).

### Familie
Galbraith hinterließ seine Frau Catherine Merriam Atwater (Enkelin von Wilbur Olin Atwater), die er 1937 geheiratet hatte. Sie hatten vier Söhne: J. Alan Galbraith ist ein Partner in der bekannten Washingtoner Anwaltskanzlei Williams & Connolly. Douglas Galbraith starb in seiner Kindheit an Leukämie. Peter W. Galbraith war als US-Diplomat unter anderem Botschafter in Kroatien und ist heute ein bekannter Kommentator der US-amerikanischen Außenpolitik insbesondere in Südosteuropa und dem Nahen Osten. James K. Galbraith ist ein bekannter progressiver Ökonom und lehrt an der University of Texas in Austin.

### Werk
Im Zentrum seines Denkens und Wirkens stand die These, dass der Kapitalismus sowohl privaten Reichtum als auch öffentliche Armut produziere.
In seinem bekanntesten Werk Gesellschaft im Überfluss (The Affluent Society) kritisierte er das Überflussangebot an privaten Gütern bei einem gleichzeitigen Mangel in der Versorgung mit öffentlich angebotenen Infrastrukturen und Dienstleistungen. Er machte klar, dass wirtschaftliches Handeln immer noch vom Geist des 19. Jahrhunderts getragen sei: Obwohl der Grenznutzen eines Zweitautos gering sei, müsse trotzdem die Produktion immer weiter gesteigert werden, angeblich um den sozialen Frieden nicht zu gefährden. Er warnte schon 1958 vor den üblen Folgen unkontrollierten Wirtschaftswachstums für die Umwelt.
The Affluent Society (1958) ist Galbraiths erfolgreichstes Buch, das er neben A Theory of Price Control (1952) auch zu seinen beiden besten zählte. Es wurde in zwölf Sprachen übersetzt und mehr als eine Million Mal verkauft. Galbraith plädiert darin für einen umfassenden Ausbau des Sozialstaats. Als Berater der US-Präsidenten Kennedy und Johnson befürwortete er Lohn- und Preiskontrollen als Mittel zur Armutsbekämpfung, da Arme als einzige Bevölkerungsgruppe über keine Lobby verfügten. Er setzte sich dafür ein, Steuerpolitik als Lenkungsmittel anzusehen, das alle Firmen gleich trifft (also auch Oligopolisten), um die Inflation zu mindern, und auch dafür, Arbeitslosen einen ausreichenden Lebensunterhalt zu garantieren und die Frage der sozialen Sicherheit von der Frage des Beschäftigtseins in der Produktion zu entkoppeln.
In Wirtschaft für Staat und Gesellschaft (dt. 1976) ging er auf die große ökonomische Bedeutung ein, die die kostenlose Arbeit von Hausfrauen für die Befriedigung der Bedürfnisse der privaten Haushalte hat. Dabei bezeichnete er diese Frauen als heimliche Dienstklasse innerhalb der modernen Demokratie, in der sich Männer als Haushaltsvorstände in der Regel keine Bediensteten mehr leisten können, wie etwa noch die Reichen in vorindustriellen Zeiten. Wenn die Arbeit im Haushalt bezahlt würde, stellten Hausfrauen (in den USA der 70er Jahre) die größte Arbeitnehmergruppe dar.
In The Culture of Contentment (dt. 1992 bei Hoffmann & Campe als Die Herrschaft der Bankrotteure erschienen) analysiert Galbraith „das selbstmörderische Treiben der gesellschaftlichen Hoffnungsträger: auf der Jagd nach dem schnellen Geld, mit unseriösen Investitionen, anfällig für Korruption, kurzfristiges Denken und politische Ignoranz haben Amerikas Wohlhabende und Reiche sich zu lange darauf ausgeruht, dass willfährige Politiker ihnen in jeder Hinsicht entgegengekommen sind... Die Weltmacht Nummer eins ist praktisch pleite, ihre internationale Stellung erschüttert wie kaum zu Zeiten des Vietnam-Krieges. Leidenschaftlich plädiert Galbraith für die, die unter der wirtschaftlichen Erosion am stärksten zu leiden haben: für das große Heer der Armen und für den verarmten Mittelstand“ (aus dem Klappentext). Eine zentrale These über die Natur des Politischen in modernen westlichen „Verteilungsdemokratien“ lautet:

„Es liegt nicht im Wesen der Politik, die die kurzfristige Zufriedenheit der Wähler anstrebt, irgendeine unerfreuliche Entwicklung zu antizipieren oder gar voraussichtlichen Katastrophen gegenzusteuern. Eine dem [...] Desaster vorbeugende Planung... wird systematisch von der zufriedenen Wählermehrheit verhindert.“

Galbraith verstand sich später nur noch bedingt als Keynesianer, er war jedoch stets ein strikter Gegner des Monetarismus. Sein Selbstverständnis als Liberaler rückte ihn im politischen Spektrum im Laufe der Jahrzehnte immer weiter nach links, als Konservatismus und Monetarismus die ideologische Vorherrschaft übernahmen. Galbraith fürchtete zeitlebens, dass der Staat von mächtigen unkontrollierten Großkonzernen dominiert werde, und sah hier in den Gewerkschaften und ihrer korporativen Zusammenarbeit ein mögliches Gegengewicht.
Galbraith hat sich auch intensiv mit den Ursachen für Massenarmut beschäftigt. Arme seien zunächst oft auch an ihre Umwelt gut angepasst und geben diese Adaption an ihre Kinder weiter. Wer dagegen bereit sei, aus der Armut auszubrechen, gehe ein hohes Risiko ein. Deswegen verdienten Flüchtlinge und Emigranten, die diese hohe Motivation aufwiesen, spezielle Förderung, während bei den breiten Massen verpflichtende Bildung (etwa durch allgemeine Schulpflicht) entscheidend zur Veränderung des Gleichgewichts der Armut seien. Galbraith führte die Flüchtlinge und den allgemein hohen Bildungsstand als Grundlage des deutschen Wiederaufbaus und der Überwindung der ungeheuren Kriegszerstörungen nach 1945 an und verglich diese Situation in Deutschland (durchaus positiv) etwa mit den Sikhs im indischen Pandjab und der erfolgreichen Rolle der Auslandschinesen.

### Mitgliedschaften
- Gründer der Americans for Democratic Action (1947) und Vorsitzender (1967/68)
- American Economic Association (1972 deren Präsident)[5]
- Präsident des National Institute of Arts and Letters (1984–1987)
- Century Club of New York
- Federal City Club of Washington, D.C
- Ausländisches Mitglied der Russischen Akademie der Wissenschaften (1988)

## Auszeichnungen
- Galbraith erhielt nahezu fünfzig Ehrendoktorwürden
- 1946: Medal of Freedom durch US-Präsident Truman
- 1952: Mitglied der American Academy of Arts and Sciences
- 1966: Mitglied der American Academy of Arts and Letters[6]
- 1975: Mitglied der Académie royale des Sciences, des Lettres et des Beaux-Arts de Belgique[7]
- 1980: Mitglied der American Philosophical Society[8]
- 1985: Four Freedoms Award, in der Kategorie Freiheit von Not
- 1993: Lomonossow-Goldmedaille der Russischen Akademie der Wissenschaften
- 2000: Leontief-Preis[9]
- 2000: zweite Medal of Freedom durch US-Präsident Clinton
- 2006: Namensgeber für den Asteroiden (4089) Galbraith[10]

## Schriften (Auswahl)
- The Affluent Society. 1958; dt.: Gesellschaft im Überfluss. Droemer Knaur 1963–1973, ISBN 3-426-00023-7
- Tagebuch eines Botschafters. Ein persönlicher Bericht über die Jahre mit Kennedy. München, Droemer Knaur 1970
- The New Industrial State. 1967; dt.: Die moderne Industriegesellschaft. Droemer Knaur, München 1970–1974, ISBN 3-426-00219-1
- Money, Whence It Came, Where It Went. 1975; dt.: Geld. Woher es kommt, wohin es geht. Droemer Knaur 1982, ISBN 3-426-04584-2
- Wirtschaft, Friede und Gelächter. Essays. Droemer Knaur, München 1976
- Wirtschaft für Staat und Gesellschaft, Droemer Knaur, München 1976
- China. Impressionen einer Reise. Droemer Knaur, München 1978
- The nature of mass poverty. dt.: Die Arroganz der Satten. Strategien für die Überwindung der weltweiten Massenarmut. Bern, München: Scherz 1980.
- A life in our times. Boston: Houghton Mifflin 1981, X, 563 S. (Memoiren)
- Finanzgenies: Eine kurze Geschichte der Spekulation. Eichborn Verlag, Frankfurt am Main 1992, ISBN 3-8218-0280-4
  - neu ediert 2010: Eine kurze Geschichte der Spekulation, übersetzt aus dem Englischen von Wolfgang Rhiel, mit einem Vorwort von Uwe Jean Heuser, Eichborn Verlag, Frankfurt am Main ISBN 978-3-8218-6511-9
- The Triumph. A novel of modern diplomacy. Sinclair-Stevenson, London 1994
- Geschichte der Wirtschaft im 20. Jahrhundert. Ein Augenzeuge berichtet. Hoffmann & Campe, Hamburg 1995, ISBN 3-455-11061-4
- The Economics of Innocent Fraud: Truth for Our Time, deutsch: Die Ökonomie des unschuldigen Betrugs Siedler, München 2005, ISBN 3-88680-821-1
- Der große Crash 1929. Ursache, Verlauf, Folgen. finanzbuchverlag, München 2005, ISBN 3-89879-054-1
- The Anatomy of Power, deutsch: Anatomie der Macht München 1987, Heyne Sachbuch 13, ISBN 3-453-02982-8
- A Life in our Times. deutsch: Leben in entscheidender Zeit. Memoiren München 1982; Heyne Sachbuch 80, ISBN 3-453-03748-0
- Die Herrschaft der Bankrotteure (Originaltitel: „The Culture of Contentment“), Hoffmann & Campe, Hamburg 1992

## Belege
1. ↑  John Kenneth Galbraith: „A Cloud over Civilization“, The Guardian, 15. Juli 2004
2. ↑  Dan van der Vat: Der gute Nazi. Leben und Lügen des Albert Speer. Henschel Verlag, Berlin 1997, ISBN 3-89487-275-6, S. 359f.
3. ↑  spiegel online: US-ÖKONOM JAMES GALBRAITH: „Es wird höchste Zeit, die Banker für die Allgemeinheit arbeiten zu lassen“. 23. März 2009.
4. ↑  Gerhard Schwarz:  Der Ökonom als Schriftsteller, NZZ, 2. Mai 2006
5. ↑  Past and Present Officers. aeaweb.org (American Economic Association), abgerufen am 28. Oktober 2015 (englisch).
6. ↑  Members: John Kenneth Galbraith. American Academy of Arts and Letters, abgerufen am 30. März 2019.
7. ↑  Académicien décédé: John Kenneth Galbraith. Académie royale des Sciences, des Lettres et des Beaux-Arts de Belgique, abgerufen am 17. September 2023 (französisch).
8. ↑  Member History: John Kenneth Galbraith. American Philosophical Society, abgerufen am 16. August 2018.
9. ↑  Leontief Prize for Advancing the Frontiers of Economic Thought. ase.tufts.edu, abgerufen am 12. Oktober 2015 (englisch).
10. ↑  Minor Planet Circ. 56957

| Personendaten    | Personendaten                                                                       |
| ---------------- | ----------------------------------------------------------------------------------- |
| NAME             | Galbraith, John Kenneth                                                             |
| ALTERNATIVNAMEN  | Galbraith, J. K.                                                                    |
| KURZBESCHREIBUNG | kanadisch-US-amerikanischer Ökonom, Sozialkritiker, Präsidentenberater und Diplomat |
| GEBURTSDATUM     | 15. Oktober 1908                                                                    |
| GEBURTSORT       | Iona Station, Ontario, Kanada                                                       |
| STERBEDATUM      | 29. April 2006                                                                      |
| STERBEORT        | Cambridge, Massachusetts, Vereinigte Staaten                                        |